# Skogsfiol och Flöjt
Skogsfiol och Flöjt var en svensk musikgrupp som var aktiv på 1970- och 1980-talen.
Skogsfiol och Flöjt bildades 1971 av studenter vid Kungliga Musikhögskolan i Stockholm. De arrangerade och framförde vismusik med femstämmig sång, akustiska gitarrer och kontrabas som grundsättning, och ofta med tillägg av andra folkliga instrument såsom blockflöjt och spilåpipa. På sina tre album tolkade gruppen visor av bland andra Alf Hambe, Elisabet Hermodsson och Olle Adolphson. De uppträdde ibland tillsammans med Hambe och medverkade även på ett av hans album. År 2006 återförenades Skogsfiol och Flöjt tillfälligt; de hade då inte uppträtt tillsammans sedan 1989.

## Diskografi

### Egna album
- 1974 – För älvor och troll. Polydor 2379 082. Producerad av Kit Sundqvist.
- 1977 – Vindil. EMI 062-35450. Producerad av Gunnar Lindqvist.
- 1981 – Ge mig en dag. Sirius SILP 823. Producerad av Peter Sandwall.

### Medverkan
- 1975 – Hagegård – med värmländsk brytning. HMV 062 35133.
- 1976 – Samlar på öar. Alf Hambe med Skogsfiol och Flöjt. Polydor 2379 116.

## Medlemmar
- Kjell Hagegård – blockflöjt, fiol, kohorn, näverlur, spilåpipa och sång
- Bengt Lundin – gitarr, blockflöjt, klarinett och sång
- Irène Sjöberg-Lundin – kontrabas, piano och sång
- Dag Dahlberg – gitarr och sång (till ca 1976)
- Ethel Sjöberg – blockflöjt, slagverk och sång (till ca 1976)
- Bo Hansson – gitarr, altgitarr och sång (ca 1977 och framåt)
- Elisabet Hellman (Winqvist) – sång (ca 1977)
- Maria Södersten – sång, blockflöjt och slagverk (ca 1981 och framåt)